# Dan Green
Dan Green (26 de noviembre de 1952 -19 de agosto de 2023) fue un historietista estadounidense, que trabajó  fundamentalmente como entintador desde 1970. A menudo, ha acabado los bocetos de artistas como John Romita Sr, John Romita, Jr., John Byrne, John Buscema, Sal Buscema, Marc Silvestri, George Pérez, Keith Giffen, Gene Colan, Jack Kirby, Steve Ditko, Carmine Infantino, Al Williamson, Bernie Wrightson y Keith Pollard.

## Carrera
Green tenía una amplia carrera como entintador, trabajando desde mediados de los años 70 hasta la actualidad, incluyendo largas etapas en Spider-Man, Doctor Strange, Uncanny X-Men, Wolverine y Hulk para Marvel Comics, y Justice League of America para DC.
Coescribió y dibujó la novela gráfica Doctor Strange: Into Shamballa para Marvel en 1986.
Trabajó como portadista para Amazing High Adventure y en un número de Gargoyle para Marvel en 1985.
En 2001, aportó veinte de sus ilustraciones para una colección de obras de Edgar Allan Poe llamada The Raven & Other Poems & Tales (publicada por Bulfinch Press). 
Green vivió en el estado de New York, el valle del Hudson (área de New Paltz).